# Hoplophyllum ferox
Hoplophyllum ferox, slabo poznata biljna vrsta iz porodice glavočika. Poznata je s dva nalazišta u južnoafričkoj provinciji Western Cape, ali o njezinoj rasprostranjenosti još nije dovoljno poznato.
To je trnoviti grm do 1 metar visine. Raste na visinama do 400 metara.